# Bolgheri Sauvignon
Il Bolgheri Sauvignon è una tipologia del vino DOC Bolgheri la cui produzione è consentita esclusivamente nel comune di Castagneto Carducci in provincia di Livorno.

## Caratteristiche organolettiche
- colore: giallo paglierino
- odore: delicato, caratteristico, leggermente aromatico
- sapore: asciutto, armonico

## Produzione
Provincia, stagione, volume in ettolitri
- Livorno  (1994/95)  604,5
- Livorno  (1995/96)  504,4
- Livorno  (1996/97)  644,8